# 傳通院
傳通院（でんづういん）是位在日本東京都文京區的淨土宗寺院。山號「無量山」（むりょうざん）。本尊阿彌陀如來、開基（創立者）為聖冏。作為德川將軍家的菩提寺，和增上寺、寛永寺並稱江戶三靈山，境內有於大之方、千姬、鷹司孝子等許多德川氏淵源的女性之墓。

## 關連項目
- 關東十八檀林

## 外部連結
- 傳通院 （页面存档备份，存于）